# Peritasis medialba
Peritasis medialba är en stekelart som beskrevs av Henry Keith Townes, Jr. 1971. Peritasis medialba ingår i släktet Peritasis och familjen brokparasitsteklar. Inga underarter finns listade i Catalogue of Life.